# Ettore Marangoni
Ettore Marangoni (Baar, 1907 - Sorocaba, 1992), conhecido popularmente por Marangoni, foi um artista plástico suíço, radicado no Brasil. Sua obra é composta, na maior parte, por reproduções de cenas históricas paulistas, principalmente da região de Sorocaba.
Era considerado um artista versátil por que não aplicava seu talento em apenas uma forma de arte, mas em várias, como por exemplo esculturas em diversos materiais, artes plásticas com todas as técnicas e engenharia na produção de aparelhos.

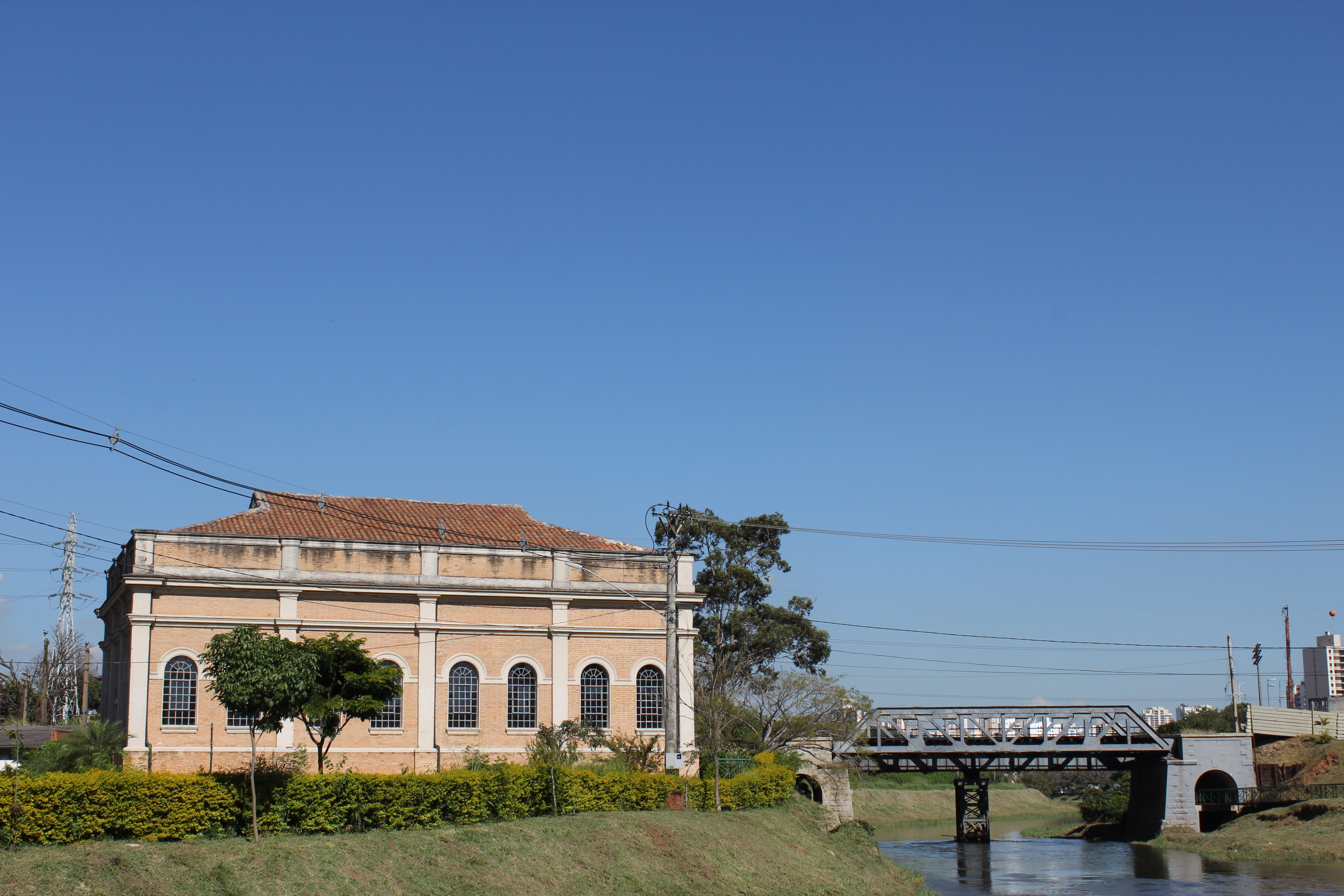
Usina Cultural "Ettore Marangoni', batizada em sua homenagem.